# Herbie Crichlow
Herbert « Herbie » Crichlow (né le 26 novembre 1968) est un producteur de musique et auteur-compositeur britannique vivant en Suède, quatre fois récompensé par l'ASCAP.

## Biographie
Né en Angleterre et élevé à la Barbade, il est surtout connu pour ses multiples œuvres récompensées de diamants, de platine et d'or. Il est également connu pour ses collaborations écrites avec Max Martin, RedOne, David Franks (lauréat d'un Grammy Award)  et Denniz Pop.
En 1997, il reçoit le prix spécial du projet des Nations unies sur la non-violence pour ses œuvres exceptionnelles.
Crichlow a créé des succès pour des artistes pop comme, entre autres, Backstreet Boys, Zayn Malik, Robyn, Leila K, Rita Ora et Five. Ses chansons ont été nommées cinq fois aux Grammy Awards.